# Трајан Стојановић
Трајан Стојановић (Градешница, 20. јул 1921 — Њу Брансвик, 21. децембар 2005) био је историчар и професор историје на Универзитету Рутгерс. Он је био специјализован за историју Балкана и један од најпознатијих балканолога у свету.

## Биографија
Потиче из породице српског порекла. Стојановић је рођен у 1921. године у Градешници, тада у Краљевини Срба, Хрвата и Словенаца, али је одрастао у Рочестеру, Њујорк. Након што су његови родитељи емигрирали у САД. У време када је било тешко за припаднике радничке класе и досељенике да они уопште похађају неку званичну образовну установу, он је стекао диплому са Универзитета у Рочестеру. Након служења у војсци САД током Другог светског рата, он је магистрирао на Универзитету у Њујорку и добио докторат од Париског универзитета током 1952. године. Током докторских студија његов ментор био је Фернан Бродел.
Стојановић је током четири декаде био професор европске и светске историје на Универзитету Рутгерс. Он је такође предавао на осталим универзитетима у САД, међу којима треба издвојити: Станфорд, Беркли, NYU, CSU и Универзитет Сера Џорџа Вилијамса у Канади.
Стојановић је посебно проучавао историју на подручју Балкана. Његово дело "Студија Балканске цивилизације" (1967) сматра се као класик и незаобилазна историјска монографија. После пензионисања објавио је збирку у четири тома, чланака и есеја под насловом "Између Истока и Запада, светови Балкана и Медитерана" (1992-1995), као и "Балкански светови: прва и последња Европа" (1994) са својим делима даље значајан допринос у ширење културе и историје Балкана. Помоћу Трајана Стојановића свет је добио нови поглед на историју Балкана. Многи од његових радова су преведени на српски језик и објављени у бившој Југославији, као и другим већим језицима.
Био је члан Саветодавног одбора истраживања логора у Јасеновцу.
Доктор Норман Марковиц, професор историје са Универзитет Рутгерса, за њега каже:
Имао сам привилегију да упознам Трајана Стојановића. Био изванредан колега и пријатељ на Рутгерс универзитету, и пре и после пензионисања. Трајан је био жестоко поносан на не-шовинистички начин на његово српско наслеђе и достигнућа српског народа. Он је презирао не само НАТО агресију која је уништила Србију и разбила Југославију уопште, већ је то сматрао расистичким клеветама и увредама усмерених против српског народа током и након рата.
Он је наставио да ради као научник, све до своје смрти 21. децембра 2005. године, после дуге борбе са раком.

## Одабрана дела
- The Pattern of Serbian Intellectual Evolution 1830-1880. 1959.
- Conquering Balkan Orthodox Merchant. 1960.
- A Study in Balkan Civilization. Knopf, 1963.
- French Historical Method. Cornell University Press, 1976.
- Between East and West: The Balkan and Mediterranean Worlds. 1992–1995, 4 тома.
- Balkan Worlds: The First and Last Europe. Armonk, New York, and London, England: M.E. Sharpe, 1994.
- Introduction to The Balkans Since 1453, by Leften Stavros Stavrianos. New York: New York University Press, 2009.